# Katrin Sass
Katrin Sass, vagy Katrin Saß (Schwerin, 1956. június 12.) német színésznő.

## Filmjei

### Mozi
| Év   | Magyar cím                 | Eredeti cím                            | Szerep           | Jegyzetek                                                                   |
| ---- | -------------------------- | -------------------------------------- | ---------------- | --------------------------------------------------------------------------- |
| 1979 | Míg a halál el nem választ | Bis daß der Tod euch scheidet          | Sonja Wallner    |                                                                             |
| 1980 |                            | Die Schmuggler von Rajgrod             | Anna Dreßler     |                                                                             |
| 1980 | A menyasszony              | Die Verlobte                           | Barbara          |                                                                             |
| 1981 | Kezesség egy évre          | Bürgschaft für ein Jahr                | Nina Kern        |                                                                             |
| 1985 |                            | Ab heute erwachsen                     |                  |                                                                             |
| 1985 |                            | Meine Frau Inge und meine Frau Schmidt | Brigitte Schmidt |                                                                             |
| 1986 | Ház a folyónál             | Das Haus am Fluß                       | Agnes Eckert     |                                                                             |
| 1986 |                            | Rabenvater                             | részeg nő        |                                                                             |
| 1986 |                            | Der Traum vom Elch                     | Anna             |                                                                             |
| 1988 |                            | Fallada – Letztes Kapitel              | Ursula Losch     | Tom Crepon Hans Fallada élete és halála című életrajzának motívumai alapján |
| 1989 |                            | Heute sterben immer nur die anderen    |                  |                                                                             |
| 1989 |                            | Zum Teufel mit Harbolla                |                  |                                                                             |
| 1991 |                            | Jugend ohne Gott                       |                  |                                                                             |
| 1998 | Keménységi próba           | Härtetest                              | Az anja          |                                                                             |
| 2001 |                            | Heidi M.                               | Heidi M.         |                                                                             |
| 2002 |                            | Babij Jar – Das vergessene Verbrechen  | Lena Onufrienko  |                                                                             |
| 2003 | Good bye, Lenin!           | Good Bye, Lenin!                       | Alex anyja       |                                                                             |
| 2005 |                            | Warchild                               |                  |                                                                             |
| 2008 |                            | Donne-moi la main Reich mir deine Hand | nő a vonatban    |                                                                             |
| 2009 |                            | Lulu & Jimi                            | Gertrud          |                                                                             |
| 2010 |                            | Das letzte Schweigen                   | Elena Lange      |                                                                             |
| 2013 |                            | Sein letztes Rennen                    | Rita             |                                                                             |
| 2019 |                            | Sweethearts                            | Sandra           |                                                                             |

### TV-filmjei
| Év        | Magyar cím             | Eredeti cím                         | Szerep             | Jegyzetek         |
| --------- | ---------------------- | ----------------------------------- | ------------------ | ----------------- |
| 1982      | A rendőrség száma 110  | Polizeiruf 110                      | Heike Winterfeld   | 70. epizó         |
| 1982      |                        | Familie Rechlin                     | Steffi Rechlin     | kétrészes         |
| 1983      | Segítsünk a papának!   | Nachhilfe für Vati                  | Erika              |                   |
| 1984      | A rendőrség száma 110  | Polizeiruf 110                      | Margot Abeleit     | 91. epizó         |
| 1991      |                        | Jugend ohne Gott                    | Nelly              |                   |
| 1993      |                        | Stunde der Füchse                   | Charlotte Klaasen  |                   |
| 1993–2008 | Tetthely               | Tatort                              | különböző szerepek | nyolc epizód      |
| 1993–1998 | A rendőrség száma 110  | Polizeiruf 110                      | Tanja Voigt        | tíz epizód        |
| 1997      |                        | Das vergessene Leben                |                    |                   |
| 1998      |                        | Ein Mann stürzt ab                  |                    |                   |
| 1998      |                        | Ein tödliches Wochenende            |                    |                   |
| 1998      |                        | Sperling und der brennende Arm      | pincernő           |                   |
| 2000      |                        | Verhängnisvolles Glück              |                    |                   |
| 2000      |                        | Schimanski: Tödliche Liebe          | Elke Dorn          |                   |
| 2000      | A rendőrnő             | Die Polizistin                      | Kubitschekné       |                   |
| 2004      | Szüleidre ütök         | Problemzone Schwiegereltern         | Ruth Flossmann     |                   |
| 2004      |                        | Mutterseelenallein                  |                    |                   |
| 2004      |                        | Bella Block: Die Freiheit der Wölfe | Monika Hoffmann    |                   |
| 2005      |                        | Bloch: Ein krankes Herz             | Hanna              |                   |
| 2005      | Bazi nagy török lagzi  | Meine verrückte türkische Hochzeit  | Helena Schinkel    |                   |
| 2006      |                        | Unter anderen Umständen             | Hilla Bendixen     | 1. epizód         |
| 2007      |                        | Heimweh nach Drüben                 |                    |                   |
| 2007      |                        | Hochzeit um jeden Preis             |                    |                   |
| 2008      | Nyomozás Velencében    | Donna Leon                          | Eleonora Ford      | 13. epizód        |
| 2009      |                        | Die Freundin der Tochter            | Hannah             |                   |
| 2009      |                        | Liebe verlernt man nicht            | Eva Simon          |                   |
| 2010      | A doki és a boszorkány | Der Doc und die Hexe                |                    | kétrészes         |
| 2010      | Néma csönd             | Das letzte Schweigen                | Elena Lange        |                   |
| 2011      |                        | Blond bringt nix                    |                    |                   |
| 2012      |                        | Heiratsschwindler küsst man nicht   | Thea Ritter        |                   |
| 2014–     |                        | Der Usedom-Krimi                    | Karin Lossow       | sorozat, főszerep |
| 2017      |                        | Harrys Insel                        |                    |                   |
| 2017      |                        | Das deutsche Kind                   | Christine Unger    |                   |

### TV-sorozatai
| Év         | Magyar cím          | Eredeti cím                          | Szerep                          | Jegyzetek                                             |
| ---------- | ------------------- | ------------------------------------ | ------------------------------- | ----------------------------------------------------- |
| 1994, 2001 | Két férfi, egy eset | Ein Fall für zwei                    | Marion de Winter / Susanne Böhm | (epizód: Der wahre Reichtum, Tödliche Schnappschüsse) |
| 1995–2000  |                     | Wolffs Revier                        |                                 | (4 epizód)                                            |
| 1998       |                     | Hallo, Onkel Doc!                    |                                 | (epizód: Die wilde Clara)                             |
| 1999       |                     | Klemperer – Ein Leben in Deutschland | Victor Klemperer                | (5 epizód)                                            |
| 2000       |                     | Für alle Fälle Stefanie              |                                 | (epizód: Das Maß ist voll)                            |
| 2004–2010  | Az Öreg             | Der Alte                             |                                 | (5 epizód)                                            |
| 2005, 2008 |                     | Siska                                |                                 | (epizód: Verlorener Sohn, Seele im Nebel)             |
| 2007       |                     | Mitten im Leben                      | Rangoldné iskolaigazgató        | (9 epizód)                                            |
| 2007, 2013 |                     | Der Kriminalist                      |                                 | (epizód: Ein ideales Opfer, Der Sobottka-Clan)        |
| 2008       |                     | Dell & Richthoven                    |                                 | (4 epizód)                                            |
| 2010–2015  |                     | Weissensee                           | Dunja Hausmann                  |                                                       |
| 2015       |                     | Block B – Unter Arrest               | Rita Plattner                   | (10 epizód)                                           |
| 2018       | Berlin kopói        | Dogs of Berlin                       | Eva Grimmer                     |                                                       |

## Fordítás
- Ez a szócikk részben vagy egészben a Katrin Sass című német Wikipédia-szócikk ezen változatának fordításán alapul.  Az eredeti cikk szerkesztőit annak laptörténete sorolja fel. Ez a jelzés csupán a megfogalmazás eredetét és a szerzői jogokat jelzi, nem szolgál a cikkben szereplő információk forrásmegjelöléseként.